# Ейвондейл (Колорадо)
Ейвондейл (англ. Avondale) — переписна місцевість (CDP) в США, в окрузі Пуебло штату Колорадо. Населення — 594 особи (2020).

## Географія
Ейвондейл розташований за координатами 38°13′54″ пн. ш. 104°20′44″ зх. д. / 38.23167° пн. ш. 104.34556° зх. д. (38.231659, -104.345511).  За даними Бюро перепису населення США в 2010 році переписна місцевість мала площу 3,08 км², з яких 3,06 км² — суходіл та 0,02 км² — водойми.

## Демографія
Згідно з переписом 2010 року, у переписній місцевості мешкали 674 особи в 237 домогосподарствах у складі 170 родин. Густота населення становила 219 осіб/км².  Було 277 помешкань (90/км²).
Расовий склад населення:
| - 80,9 % — білих - 2,4 % — корінних американців - 0,9 % — чорних або афроамериканців - 0,3 % — вихідців з тихоокеанських островів - 0,1 % — азіатів - 12,2 % — осіб інших рас |

До двох чи більше рас належало 3,3 %. Частка іспаномовних становила 59,8 % від усіх жителів.
За віковим діапазоном населення розподілялося таким чином: 25,8 % — особи молодші 18 років, 57,0 % — особи у віці 18—64 років, 17,2 % — особи у віці 65 років та старші. Медіана віку мешканця становила 37,5 року. На 100 осіб жіночої статі у переписній місцевості припадало 93,1 чоловіків;  на 100 жінок у віці від 18 років та старших — 96,1 чоловіків також старших 18 років.
Середній дохід на одне домашнє господарство  становив 35 331 долар США (медіана — 40 667), а середній дохід на одну сім'ю — 34 962 долари (медіана — 40 208). Медіана доходів становила 32 375 доларів для чоловіків та 16 979 доларів для жінок. За межею бідності перебувало 37,9 % осіб, у тому числі 67,5 % дітей у віці до 18 років та 42,2 % осіб у віці 65 років та старших.
Цивільне працевлаштоване населення становило 360 осіб. Основні галузі зайнятості: освіта, охорона здоров'я та соціальна допомога — 45,3 %, роздрібна торгівля — 18,1 %, публічна адміністрація — 16,1 %.